# Peter Fill
Peter Fill (ur. 12 listopada 1982 w Castelrotto) – włoski narciarz alpejski, dwukrotny medalista mistrzostw świata seniorów i juniorów.

## Kariera
Po raz pierwszy na arenie międzynarodowej Peter Fill pojawił się 10 grudnia 1997 roku w Piancavallo, gdzie w zawodach FIS Race w zjeździe zajął 100. miejsce. W 2000 roku wystartował na mistrzostwach świata juniorów w Quebecu, gdzie jego najlepszym wynikiem było siódme miejsce w zjeździe. Na rozgrywanych rok później mistrzostwach świata juniorów w Verbier zdobył brązowy medal w gigancie, ulegając tylko dwóm Austriakom: Hannesowi Reiterowi i Johannowi Gruggerowi. Fill zdobył także złoty medal w supergigancie podczas mistrzostw świata juniorów w Tarvisio w 2002 roku.
W zawodach Pucharu Świata zadebiutował 7 marca 2002 roku w Altenmarkt, zajmując dwunaste miejsce w supergigancie. Tym samym już w swoim debiucie wywalczył pierwsze pucharowe punkty. Na podium po raz pierwszy stanął 13 stycznia 2006 roku w Wengen, zajmując trzecie miejsce w tej samej konkurencji. W zawodach tych lepsi byli tylko Austriak Benjamin Raich oraz Kjetil André Aamodt z Norwegii. W kolejnych latach jeszcze wielokrotnie stawał na podium, w tym 29 listopada 2008 roku w Lake Louise odniósł swoje jedyne zwycięstwo, wygrywając bieg zjazdowy. Najlepsze wyniki osiągnął w sezonie 2006/2007, który ukończył na szóstej pozycji w klasyfikacji generalnej oraz czwartej w klasyfikacji zjazdu.
Największy sukces osiągnął w 2009 roku, kiedy na mistrzostwach świata w Val d’Isère zdobył srebrny medal w supergigancie. Rozdzielił tam na podium Didiera Cuche ze Szwajcarii oraz Norwega Aksela Lunda Svindala. Podczas rozgrywanych dwa lata później mistrzostw świata w Garmisch-Partenkirchen zdobył brązowy medal w superkombinacji.  Wyprzedzili go tam jedynie Aksel Lund Svindal oraz kolejny reprezentant Włoch, Christof Innerhofer. W 2006 roku wystartował na igrzyskach olimpijskich w Turynie, gdzie jego najlepszym wynikiem było dziewiąte miejsce w kombinacji. Na rozgrywanych cztery lata później igrzyskach olimpijskich w Vancouver był między innymi piętnasty w zjeździe. Brał także udział w igrzyskach olimpijskich w Soczi w 2014 roku, zajmując siódme miejsce w zjeździe i ósme w supergigancie.

## Osiągnięcia

### Igrzyska olimpijskie
| Miejsce | Dzień     | Rok  | Miejscowość | Konkurencja     | Czas biegu | Strata | Zwycięzca           |
| ------- | --------- | ---- | ----------- | --------------- | ---------- | ------ | ------------------- |
| 19.     | 12 lutego | 2006 | Turyn       | Zjazd           | 1:48,80    | +2,08  | Antoine Dénériaz    |
| 9.      | 14 lutego | 2006 | Turyn       | Kombinacja      | 3:09,35    | +2,86  | Ted Ligety          |
| 13.     | 18 lutego | 2006 | Turyn       | Supergigant     | 1:30,65    | +0,89  | Kjetil André Aamodt |
| 15.     | 15 lutego | 2010 | Vancouver   | Zjazd           | 1:54,31    | +0,98  | Didier Défago       |
| DSQ     | 19 lutego | 2010 | Vancouver   | Supergigant     | 1:30,34    | -      | Aksel Lund Svindal  |
| DNF2    | 21 lutego | 2010 | Vancouver   | Superkombinacja | 2:44,92    | -      | Bode Miller         |
| 7.      | 9 lutego  | 2014 | Soczi       | Zjazd           | 2:06,23    | +0,49  | Matthias Mayer      |
| DNF2    | 14 lutego | 2014 | Soczi       | Superkombinacja | 2:45,20    | -      | Sandro Viletta      |
| 8.      | 16 lutego | 2014 | Soczi       | Supergigant     | 1:18,14    | +0,71  | Kjetil Jansrud      |
| DNF2    | 13 lutego | 2018 | Pjongczang  | Superkombinacja | 2:06,52    | -      | Marcel Hirscher     |
| 6.      | 15 lutego | 2018 | Pjongczang  | Zjazd           | 1:40,25    | +0,83  | Aksel Lund Svindal  |
| DNF     | 16 lutego | 2018 | Pjongczang  | Supergigant     | 1:24,44    | -      | Matthias Mayer      |

### Mistrzostwa świata
| Miejsce | Dzień       | Rok  | Miejscowość  | Konkurencja     | Czas biegu | Strata | Zwycięzca           |
| ------- | ----------- | ---- | ------------ | --------------- | ---------- | ------ | ------------------- |
| 13.     | 2 lutego    | 2003 | Sankt Moritz | Supergigant     | 1:38,80    | +3,25  | Stephan Eberharter  |
| 11.     | 6 lutego    | 2003 | Sankt Moritz | Kombinacja      | 3:18,41    | +2,98  | Bode Miller         |
| 20.     | 8 lutego    | 2003 | Sankt Moritz | Zjazd           | 1:43,54    | +3,56  | Michael Walchhofer  |
| DNF1    | 16 lutego   | 2003 | Sankt Moritz | Slalom          | 1:40,66    | -      | Ivica Kostelić      |
| 14.     | 29 stycznia | 2005 | Bormio       | Supergigant     | 1:27,55    | +2,03  | Bode Miller         |
| DNF1    | 3 lutego    | 2005 | Bormio       | Kombinacja      | 3:19,10    | -      | Benjamin Raich      |
| 24.     | 5 lutego    | 2005 | Bormio       | Zjazd           | 1:56,22    | +2,17  | Bode Miller         |
| 14.     | 6 lutego    | 2007 | Åre          | Supergigant     | 1:14,30    | +1,01  | Patrick Staudacher  |
| 13.     | 8 lutego    | 2007 | Åre          | Superkombinacja | 2:28,99    | +1,41  | Daniel Albrecht     |
| 11.     | 11 lutego   | 2007 | Åre          | Zjazd           | 1:44,68    | +1,71  | Aksel Lund Svindal  |
| 23.     | 14 lutego   | 2007 | Åre          | Gigant          | 2:19,64    | +3,04  | Aksel Lund Svindal  |
| 2.      | 4 lutego    | 2009 | Val d’Isère  | Supergigant     | 1:19,41    | +0,99  | Didier Cuche        |
| 14.     | 7 lutego    | 2009 | Val d’Isère  | Zjazd           | 2:07,01    | +2,12  | John Kucera         |
| 5.      | 9 lutego    | 2009 | Val d’Isère  | Superkombinacja | 2:23,00    | +1,96  | Aksel Lund Svindal  |
| 9.      | 9 lutego    | 2011 | Ga-Pa        | Supergigant     | 1:38,31    | +2,03  | Christof Innerhofer |
| 14      | 12 lutego   | 2011 | Ga-Pa        | Zjazd           | 1:58,41    | +2,40  | Erik Guay           |
| 3.      | 14 lutego   | 2011 | Ga-Pa        | Superkombinacja | 2:54,51    | +1,90  | Aksel Lund Svindal  |
| 14.     | 6 lutego    | 2013 | Schladming   | Supergigant     | 1:23,96    | +1,64  | Ted Ligety          |
| 12.     | 9 lutego    | 2013 | Schladming   | Zjazd           | 2:01,32    | +1,86  | Aksel Lund Svindal  |
| 11.     | 9 lutego    | 2017 | Sankt Moritz | Supergigant     | 1:25,38    | +1,11  | Erik Guay           |
| 9.      | 12 lutego   | 2017 | Sankt Moritz | Zjazd           | 1:38,91    | +0,65  | Beat Feuz           |
| DNF1    | 13 lutego   | 2017 | Sankt Moritz | Superkombinacja | 2:26,33    | -      | Luca Aerni          |

### Mistrzostwa świata juniorów
| Miejsce | Dzień     | Rok  | Miejscowość | Konkurencja | Czas biegu | Strata     | Zwycięzca            |
| ------- | --------- | ---- | ----------- | ----------- | ---------- | ---------- | -------------------- |
| 7.      | 21 lutego | 2000 | Québec      | Zjazd       | 1:10,77    | +1,03      | Thomas Graggaber     |
| DNF     | 22 lutego | 2000 | Québec      | Supergigant | 1:15,69    | -          | Klaus Kröll          |
| DNF1    | 25 lutego | 2000 | Québec      | Slalom      | 1:52,95    | -          | Daniel Défago        |
| 10.     | 26 lutego | 2000 | Québec      | Gigant      | 1:52,09    | +1,15      | Georg Streitberger   |
| 8.      | 5 lutego  | 2001 | Verbier     | Zjazd       | 1:30,23    | +1,55      | Thomas Graggaber     |
| DSQ     | 6 lutego  | 2001 | Verbier     | Supergigant | 1:28,17    | -          | Christoph Kornberger |
| 3.      | 8 lutego  | 2001 | Verbier     | Gigant      | 2:08,79    | +0,13      | Hannes Reiter        |
| 31.     | 9 lutego  | 2001 | Verbier     | Slalom      | 1:25,72    | +7,22      | Stefan Kogler        |
| 4.      | 9 lutego  | 2001 | Verbier     | Kombinacja  | 40,53 pkt  | +30,31 pkt | Patrick Bechter      |
| 11.     | 27 lutego | 2002 | Tarvisio    | Zjazd       | 1:26,85    | +1,32      | Adam Cole            |
| 1.      | 28 lutego | 2002 | Tarvisio    | Supergigant | 1:25,02    | -          | -                    |
| DSQ1    | 2 marca   | 2002 | Tarvisio    | Slalom      | 1:30,46    | -          | Steven Nyman         |

### Puchar Świata

#### Miejsca w klasyfikacji generalnej
- sezon 2001/2002: 114.
- sezon 2002/2003: 65.
- sezon 2003/2004: 40.
- sezon 2004/2005: 30.
- sezon 2005/2006: 16.
- sezon 2006/2007: 6.
- sezon 2007/2008: 26.
- sezon 2008/2009: 10.
- sezon 2009/2010: 104.
- sezon 2010/2011: 21.
- sezon 2011/2012: 35.
- sezon 2012/2013: 38.
- sezon 2013/2014: 15.
- sezon 2014/2015: 34.
- sezon 2015/2016: 10.
- sezon 2016/2017: 6.
- sezon 2017/2018: 16.

#### Zwycięstwa w zawodach
1. Lake Louise – 29 listopada 2008 (zjazd)
2. Kitzbühel – 23 stycznia 2016 (zjazd)
3. Kvitfjell – 26 lutego 2017 (supergigant)

#### Miejsca na podium w zawodach
1. Wengen – 13 stycznia 2006 (superkombinacja) – 3. miejsce
2. Kitzbühel – 20 stycznia 2006 (supergigant) – 2. miejsce
3. Åre – 15 marca 2006 (zjazd) – 3. miejsce
4. Lake Louise – 25 listopada 2006 (zjazd) – 3. miejsce
5. Hinterstoder – 20 grudnia 2006 (supergigant) – 2. miejsce
6. Bormio – 29 grudnia 2006 (zjazd) – 2. miejsce
7. Wengen – 13 stycznia 2007 (zjazd) – 3. miejsce
8. Wengen – 16 stycznia 2009 (superkombinacja) – 2. miejsce
9. Beaver Creek – 6 grudnia 2013 (zjazd) – 3. miejsce
10. Beaver Creek – 7 grudnia 2013 (supergigant) – 3. miejsce[1]
11. Lake Louise – 28 listopada 2015 (zjazd) – 2. miejsce
12. Lake Louise – 29 listopada 2015 (supergigant) – 3. miejsce
13. Val d’Isère – 3 grudnia 2016 (zjazd) – 2. miejsce
14. Garmisch-Partenkirchen – 27 stycznia 2017 (zjazd) – 3. miejsce
15. Garmisch-Partenkirchen – 28 stycznia 2017 (zjazd) – 2. miejsce
16. Kvitfjell – 25 lutego 2017 (zjazd) – 2. miejsce
17. Aspen – 15 marca 2017 (zjazd) – 2. miejsce
18. Bormio – 29 grudnia 2017 (superkombinacja) – 2. miejsce
19. Wengen – 12 stycznia 2018 (superkombinacja) – 3. miejsce